# سيم ون
سيم ون أو سيمون (بالإنجليزية: S1m0ne)‏ هو فيلم خيال علمي كوميدي أمريكي، من إنتاج 2002، سيناريو وإنتاج وإخراج أندرو نيكول، بطولة آل باتشينو، كاثرين كينر، رايتشل روبرتس، إيفان رايتشل وود، وينونا رايدر، ريبيكا رومين.

## قصة الفيلم
تتمحور قصة الفيلم حول مخرج سينمائي يدعى فيكتور تارانسكي (آل باتشينو)، يعمل على فيلم جديد، إلا أن البطلة المختارة للفيلم، تتخلى عنه، لعدم قناعتها بفكرة الفيلم، على الرغم من كونه صاحب الفضل في اكتشافها، مما يدفع بالمنتجين إلى رفض الفيلم خوفاً من الخسارة، لعدم وجود نجمة تلعب دور البطلة. وفجأة يظهر مبرمج كومبيوتر يُدعى هانك ألينو (إلياس كوتييز)، على شفير الموت، لإصابته بورم سرطاني في العين، يعرض على فيكتور مشروع برنامجه الذي أسماه (Simulation One)، مجاناً، قائلاً له أن هذا البرنامج قادر على ابتكار شخصيات على الكومبيوتر، لا فرق بينها وبين الشخصيات الحقيقية. في باديء الأمر لم يصدق فيكتور ما سمع، ويتجاهل العرض، وبعد أسبوع يقوم محامي هانك بزيارة فيكتور، ويعطيه القرص المدمج الحاوي على البرنامج، حسب وصية هانك. بسبب يأس فيكتور من وجود نجمة سينمائية للعب دور البطلة، وبالتالي رفض المنتجين الفيلم ما لَمْ توجد بطلة حقيقية، يشرع فيكتور باستعمال البرنامج كحل وحيدِ، مغيراً اسم البرنامج إلى (Simone). في باديء الأمر يفرح فيكتور بنجاح فيلمه، والأفلام التالية، إلا أن إعجاب الناس الزائد عن الحد بشخصية سيمون، يجعله يشعر بالحنق، فيعمد إلى مسح البرنامج من الكومبيوتر، وإلقاء جميع الأقراص المدمجة في قاع البحر. تتهمه الشرطة بقتل النجمة السينمائية سيمون، ويعجز عن إقناعهم أن سيمون ما هي إلا لعبة فيديو، إلا أن إبنته تنجح في استعادة البرنامج المحذوف، وتقوم بإظهار شخصية سيمون على قنوات التلفاز العالمية، فتنقذ أباها من السجن. عندها استخلصَ فيكتور أن الحقيقة لا تَفضي دائماً إلى النجاة.

## طاقم الفيلم
| ممثلون                              | ممثلون                                                        | ممثلون     | ممثلون     |
| الممثل                              | الدور                                                         |            |            |
| آل باتشينو (Al Pacino)              | فيكتور تارانسكي (Viktor Taransky)                             |            |            |
| كاثرين كينر (Catherine Keener)      | إلين كرستيان (Elaine Christian)                               |            |            |
| رايتشل روبرتس (Rachel Roberts)      | سيمون - شخصية رقمية (Simon)                                   |            |            |
| إيفان رايتشل وود (Evan Rachel Wood) | ليني كرستيان (Lainey Christian)                               |            |            |
| وينونا رايدر (Winona Ryder)         | نيكولاس آندرس (Nicola Anders)                                 |            |            |
| ريبيكا رومين (Rebecca Romijn)       | فيث (Faith)                                                   |            |            |
| إلياس كوتييز (Elias Koteas)         | هانك ألينو - مبرمج كومبيوتر (Hank Aleno - Programmer)         |            |            |
| فريق العمل                          | فريق العمل                                                    | فريق العمل | فريق العمل |
| الاسم                               | الإختصاص                                                      |            |            |
| أندرو نيكول (Andrew Niccol)         | كاتب سيناريو (Scriptwriter)، مخرج (Director)، منتج (producer) |            |            |
| إدوارد لاكمان (Edward Lachman)      | مصور سينمائي (Cinematographer)                                |            |            |
| كارتر بورول (Carter Burwell)        | موسيقي (Composer)                                             |            |            |
| بول روبيل (Paul Rubell)             | مونتير (Film editor)                                          |            |            |
| ----------------------------------- | ------------------------------------------------------------- | ---------- | ---------- |

## روابط خارجية
- سيم ون على موقع IMDb (الإنجليزية)
- سيم ون على موقع ميتاكريتيك (الإنجليزية)
- سيم ون على موقع روتن توميتوز (الإنجليزية)
- سيم ون على موقع نتفليكس (الإنجليزية)
- سيم ون على موقع قاعدة بيانات الأفلام العربية
- سيم ون على موقع ألو سيني (الفرنسية)
- سيم ون على موقع Turner Classic Movies (الإنجليزية)
- سيم ون على موقع أول موفي (الإنجليزية)
- سيم ون على موقع بوكس أوفيس موجو (الإنجليزية)
- سيم ون على موقع فيلمافينيتي (الإسبانية)